# Cashflow-Umsatzrate
Die Cash-Flow-Umsatzrate (englisch: cashflow turnover ratio) gibt an, wie viel Prozent des Umsatzes als finanzwirtschaftlicher Ertrag (z. B. für Investitionen, Kredittilgung und Gewinnausschüttung) liquiditätswirksam zurückgeflossen sind. Je höher der Prozentsatz ist, umso höher ist der finanzielle Überschuss der Periode. Da der Cash-Flow weniger der Bilanzpolitik unterliegt als der Gewinn, ist die Cash Flow Umsatzrendite ein guter Indikator für die operative Ertrags- und Finanzierungskraft eines Unternehmens.
{\displaystyle {\text{Cash-Flow-Umsatzrate}}={\frac {\text{Cash-Flow}}{\mathrm {Umsatzerl{\ddot {o}}se} }}}
siehe auch: Cash-Flow